# Ханнес Вартиайнен и Пекка Вейкколайнен
Ханнес Вартиайнен и Пекка Вейкколайнен — финские режиссёры.

## Биография
Ханнес Вартиайнен познакомился с Пеккой Вейкколайненом в Ярвенпяа в 1990 году. После окончания школы Вартиайнен учился в Политехническом университете Хельсинки на режиссёра, а Вейкколайнен изучал графический дизайн в Высшей школе искусств, дизайна и архитектуры Университета Аалто.
Они работают вместе с 2007 года, основав Pohjankonna Oy в 2008 и выпустив свой первый фильм в 2009. С тех пор они снимали короткий метр (that won numerous awards and had books written about them), работали с полнокупольными фильмами (создав компанию Leading Note Pictures Oy в 2017 году) и VR.
Они часто работают вместе с Йоонатаном Портаанкорва (написавшим всю музыку к их фильмам) и Янне Пулккиненом (который помогает с программным кодом).

## Фильмография

### Короткометражные фильмы
- Взять слово / Puheenvuoro (2017)
- Оптическая личность (2017) вместе с Янне Пулккиненом и Хуаи Вэй / Optic Identity (2017) together with Janne Pulkkinen and Huayi Wei
- Финляндия: кинохроника номер 701 / Finlandia-katsaus no. 701 (2017)
- Сигналы бедствия / Hätäkutsu (2013)
- Врата жизни / Häivähdys elämää (2012)
- Смерть насекомого / Erään hyönteisen tuho (2010)
- Ханасаари А (2009)

### Полнокупольные фильмы
- Объятия океана / Meren uumen (2019)
- Балтийское море / Itämeri (2018)
- Тайный мир моли / Yöperhosten salattu maailma (2016)